# U22-EM i beachvolley
U22-EM i beachvolley är en årlig tävling i beachvolley för damer och herrar som är max 22 år gamla. Tävlingen organiseras av Confédération Européenne de Volleyball (CEV). Tävlingen har hållits sedan 1999 och var fram tills 2013 för spelare under 23 år.

## Resultat per år

### Damer
| U23-EM i beachvolley | U23-EM i beachvolley | U23-EM i beachvolley                             | U23-EM i beachvolley                            | U23-EM i beachvolley                              | U23-EM i beachvolley                               |
| -------------------- | -------------------- | ------------------------------------------------ | ----------------------------------------------- | ------------------------------------------------- | -------------------------------------------------- |
| Upplaga              | Säte                 | Guld                                             | Silver                                          | Brons                                             | Fyra                                               |
| 1999                 | Schiniás             | Lettland Inga Ikauniece Inguna Minusa            | Österrike Sabina Basagic Sara Montagnolli       | Sverige Petra Ekblom Karin Lundqvist              | Rumänien Cristina Androhovici Laura Dulcianu       |
| 2000                 | San Marino           | Tjeckien Lenka Felbabová Marika Těknědžjanová    | Lettland Inguna Minusa Inga Ikauniece           | Lettland Inese Jursone Inga Vētra                 | Estland Kadri Kruus Tatjana Sotnikova              |
| 2001                 | Esposende            | Ryssland Anna Voronova Jekaterina Voronova       | Tjeckien Lenka Felbabová Michaela Maixnerová    | Spanien Catalina Maria Pol Ester Ribera           | Österrike Sara Montagnolli Kerstin Pichler         |
| 2002                 | Genomfördes inte     | Genomfördes inte                                 | Genomfördes inte                                | Genomfördes inte                                  | Genomfördes inte                                   |
| 2003                 | Stare Jabłonki       | Tjeckien Kateřina Tychnová Markéta Tychnová      | Tyskland Geeske Banck Friederike Romberg        | Grekland Flora Joannidu Christina Paraskejaidu    | Polen Anna Białobrzeska Joanna Kuchczyńska         |
| 2004                 | Brno                 | Finland Emilia Nyström Erika Nyström             | Schweiz Isabelle Forrer Lea Schwer              | Tyskland Laura Ludwig Sara Niedrig                | Frankrike Marion Castelli Morgane Faure            |
| 2005                 | Mysłowice            | Tyskland Anja Günther Jana Köhler                | Tyskland Laura Ludwig Sara Niedrig              | Tjeckien Šárka Nakládalová Veronika Pokorná       | Frankrike Marion Castelli Celine Gemise Fareau     |
| 2006                 | Sankt Pölten         | Tyskland Laura Ludwig Sara Niedrig               | Tyskland Katrin Holtwick Ilka Semmler           | Österrike Doris Schwaiger Stefanie Schwaiger      | Nederländerna Marleen van Iersel Marloes Wesselink |
| 2007                 | Paralimni            | Tyskland Frederike Fischer Jana Köhler           | Tjeckien Jana Goliášová Eva Weissová            | Nederländerna Kim Renkema Margo Wiltens           | Ryssland Maria Prokopeva Jevgenija Ukolova         |
| 2008                 | Espinho              | Ryssland Maria Prokopeva Jevgenija Ukolova       | Tjeckien Kristýna Kolocová Markéta Sluková      | Polen Katarzyna Urban Joanna Wiatr                | Spanien Elsa Baquerizo Liliana Fernández           |
| 2009                 | Jantarnyj            | Tyskland Britta Büthe Julia Großner              | Tjeckien Kristýna Kolocová Markéta Sluková      | Tyskland Karla Borger Julia Sude                  | Polen Katarzyna Urban Joanna Wiatr                 |
| 2010                 | Kos                  | Tjeckien Kristýna Kolocová Markéta Sluková       | Italien Laura Giombini Marta Menegatti          | Ryssland Irina Tjajka Jelizaveta Rjabova          | Ryssland Jevgenija Ukolova Anna Vozakova           |
| 2011                 | Porto                | Nederländerna Rimke Braakman Michelle Stiekema   | Polen Monika Brzostek Kinga Kołosińska          | Tyskland Chantal Laboureur Kira Walkenhorst       | Schweiz Tanja Goricanec Joana Heidrich             |
| 2012                 | Assen                | Tyskland Chantal Laboureur Kira Walkenhorst      | Ryssland Julia Abalakina Irina Tjajka           | Tyskland Christine Aulenbrock Victoria Bieneck    | Polen Daria Paszek Kinga Kołosińska                |
| U22-EM i beachvolley |                      |                                                  |                                                 |                                                   |                                                    |
| 2013                 | Varna                | Schweiz Nina Betschart Anouk Vergé-Dépré         | Spanien Ángela Lobato Herrero Paula Soria       | Tjeckien Hana Tresnáková Eliška Gálová            | Ukraina Maryna Hladun Elyzaveta Sulyma             |
| 2014                 | Fethiye              | Polen Karolina Baran Jagoda Gruszczyńska         | Polen Katarzyna Kociołek Dorota Strąg           | Schweiz Nicole Eiholzer Dunja Gerson              | Ukraina Darja Kovaleva Elyzaveta Sulyma            |
| 2015                 | Macedo de Cavaleiros | Schweiz Nina Betschart Nicole Eiholzer           | Polen Katarzyna Kociołek Dorota Strąg           | Litauen Ieva Dumbauskaitė Monika Paulikienė       | Ryssland Ksenija Dabizja Nadezjda Makroguzova      |
| 2016                 | Salonica             | Lettland Anastasija Kravčenoka Tīna Graudiņa     | Polen Katarzyna Kociołek Jagoda Gruszczyńska    | Tyskland Lisa Arnholdt Nadja Glenzke              | Frankrike Lezana Placette Alexia Richard           |
| 2017                 | Baden                | Ryssland Svetlana Cholomina Nadezjda Makroguzova | Rumänien Adriana Matei Beáta Vaida              | Tyskland Lisa Arnholdt Leonie Welsch              | Schweiz Esmée Böbner Dunja Gerson                  |
| 2018                 | Jūrmala              | Ryssland Svetlana Cholomina Nadezjda Makroguzova | Lettland Anastasija Kravčenoka Tīna Graudiņa    | Spanien Daniela Álvarez Mendoza María Belén Carro | Italien Claudia Puccinelli Gaia Traballi           |
| 2019                 | Antalya              | Ryssland Maria Botjarova Maria Voronina          | Tyskland Julika Hoffmann Sarah Schulz           | Spanien Daniela Álvarez Mendoza María Belén Carro | Nederländerna Emma Piersma Pleun Ypma              |
| 2020                 | Esmirna              | Ryssland Anastasia Frolova Aleksandra Ganenko    | Ryssland Maria Botjarova Maria Voronina         | Schweiz Mara Betschart Esmée Böbner               | Ukraina Sofija Rylova Jeva Serdjuk                 |
| 2021                 | Baden                | Ryssland Maria Botjarova Maria Voronina          | Nederländerna Raïsa Schoon Emi van Driel        | Ukraina Anhelina Chmil Tetiana Lazarenko          | Lettland Varvara Brailko Anete Namiķe              |
| 2022                 | Flessingue           | Spanien Daniela Álvarez Mendoza Tania Moreno     | Danmark Clara Windeleff Sofia Bisgaard          | Ukraina Anhelina Chmil Tetiana Lazarenko          | Nederländerna Wies Bekhuis Brecht Piersma          |
| 2023                 | Timisoara            | Litauen Daniele Kvedaraite Ariana Rudkovskaja    | Tjeckien Kylie Neuschaeferova Marketa Svozilova | Spanien Sofía Izuzquiza Corulla Ana Vergara       | Lettland Anete Namike Līva Ēbere                   |
| 2024                 | Termal               | Tjeckien Katerina Pavelková Anna Pavelková       | Polen Malgorzata Ciezkowska Urszula Lunio       | Lettland Līva Ēbere Deniela Konstantinova         | Ukraina Yeva Serdiuk Daria Romaniuk                |

### Herrar
| U23-EM i beachvolley | U23-EM i beachvolley | U23-EM i beachvolley                             | U23-EM i beachvolley                           | U23-EM i beachvolley                          | U23-EM i beachvolley                                 |
| -------------------- | -------------------- | ------------------------------------------------ | ---------------------------------------------- | --------------------------------------------- | ---------------------------------------------------- |
| Upplaga              | Säte                 | Guld                                             | Silver                                         | Brons                                         | Fyra                                                 |
| 1999                 | Schiniás             | Spanien Raúl Aro Francisco Rodríguez             | Grekland Pawlos Beligratis Dimitrios Kelepuris | Tyskland Thomas Kröger Karl Strempel          | Grekland Panagiotis Fotopulos Omiros Psomiadis       |
| 2000                 | San Marino           | Tyskland David Klemperer Jonas Reckermann        | Spanien John García-Thompson Agustín Correa    | Ryssland Alexei Taratine Dmitri Barsouk       | Spanien Raúl Aro Francisco Rodríguez                 |
| 2001                 | Esposende            | Portugal José Pedrosa José Teixeira              | Tyskland Clemens Doppler Peter Gartmayer       | Ryssland Alexei Taratine Dmitri Barsouk       | Tyskland Julius Brink Rudiger Strosik                |
| 2002                 | Genomfördes inte     | Genomfördes inte                                 | Genomfördes inte                               | Genomfördes inte                              | Genomfördes inte                                     |
| 2003                 | Stare Jabłonki       | Ryssland Anton Kulikovsky Alexei Verbov          | Tyskland Eric Koreng Marcus Popp               | Tyskland Hannes Ambelang Manuel Rieke         | Schweiz Michel Kertai Jan Schnider                   |
| 2004                 | Brno                 | Spanien Pablo Herrera Raúl Mesa                  | Tyskland Daniel Krug Mischa Urbatzka           | Polen Grzegorz Klimek Dominik Witczak         | Ryssland Dmitry Vasilevsky Vladislav Zhloba          |
| 2005                 | Mysłowice            | Lettland Mārtiņš Pļaviņš Aleksandrs Samoilovs    | Finland Anssi Hakala Pekka Seppänen            | Tyskland Florian Huth Stefan Uhmann           | Spanien Miguel Ángel de Amo Inocencio Lario Carrillo |
| 2006                 | Sankt Pölten         | Österrike Felix Bläuel Alexander Huber           | Tyskland Matthias Pompe Stefan Uhmann          | Lettland Mārtiņš Pļaviņš Aleksandrs Samoilovs | Spanien Adrián Gavira Francisco Alfredo Marco        |
| 2007                 | Paralimni            | Tyskland Sebastian Fuchs Thomas Kaczmarek        | Spanien Adrián Gavira Francisco Alfredo Marco  | Ryssland Sergey Prokopyev Yaroslav Koshkarev  | Polen Tomasz Sinczak Rafal Szternel                  |
| 2008                 | Espinho              | Polen Grzegorz Fijałek Mariusz Prudel            | Italien Matteo Ingrosso Paolo Ingrosso         | Tyskland Sebastian Fuchs Thomas Kaczmarek     | Tyskland Jonathan Erdmann Stefan Windscheif          |
| 2009                 | Jantarnyj            | Tyskland Alexander Walkenhorst Stefan Windscheif | Ryssland Sergey Kostyukhin Alexey Yutvalin     | Tyskland Stefan Köhler Nils Rohde             | Polen Michał Kądzioła Jakub Szałankiewicz            |
| 2010                 | Kos                  | Polen Michał Kądzioła Jakub Szałankiewicz        | Tyskland Matthias Penk Alexander Walkenhorst   | Italien Paolo Ingrosso Paolo Nicolai          | Tyskland Armin Dollinger Malte Stiel                 |
| 2011                 | Porto                | Tyskland Lars Flüggen Stefan Köhler              | Polen Michał Kądzioła Jakub Szałankiewicz      | Ryssland Ruslan Bykanov Sergey Kostyukhin     | Ryssland Maksim Hudyakov Alexey Pastukhov            |
| 2012                 | Assen                | Ukraina Sergiy Popov Valeriy Samoday             | Polen Piotr Kantor Bartosz Łosiak              | Belarus Aliaksandr Dziadkou Yauhen Vishneuski | Tyskland Armin Dollinger Jonas Schroder              |
| U22-EM i beachvolley |                      |                                                  |                                                |                                               |                                                      |
| 2013                 | Varna                | Polen Piotr Kantor Bartosz Łosiak                | Norge Lars Fredrik Tvinde Hendrik Nikolai Mol  | Polen Maciej Kosiak Maciej Rudol              | Tyskland Bennet Poniewaz David Poniewaz              |
| 2014                 | Fethiye              | Norge Runar Torsvik Sannarnes Christian Sørum    | Schweiz Nico Beeler Marco Krattiger            | Österrike Christoph Dressler Benedikt Kattner | Tyskland Max Betzien Mirko Schneider                 |
| 2015                 | Macedo de Cavaleiros | Polen Michał Bryl Kacper Kujawiak                | Frankrike Romain Di Giantommaso Maxime Thiercy | Ryssland Maxim Sivolap Igor Velichko          | Tjeckien Ondřej Perušič Tomáš Váňa                   |
| 2016                 | Thessaloniki         | Norge Anders Mol Christian Sørum                 | Österrike Moritz Pristauz Maximilian Trummer   | Frankrike Arnaud Gauthier-Rat Arnaud Loiseau  | Ukraina Denys Denysenko Oleh Plotnytskyi             |
| 2017                 | Baden                | Ryssland Oleg Stoyanovskiy Artem Yarzutkin       | Norge Mathias Berntsen Anders Mol              | Österrike Moritz Pristauz Paul Buchegger      | Frankrike Arnaud Gauthier-Rat Arnaud Loiseau         |
| 2018                 | Jūrmala              | Lettland Kristaps Šmits Mihails Samoilovs        | Spanien Alejandro Huerta Javier Huerta         | Litauen Audrius Knašas Patrikas Stankevičius  | Ryssland Denis Shekunov Dmitrii Veretiuk             |
| 2019                 | Antalya              | Ryssland Alexei Gusyev Pavel Shustrov            | Tyskland Lukas Pfretzschner Robin Sowa         | Frankrike Timothée Platre Théo Faure          | Italien Samuele Cottafava Jakob Windisch             |
| 2020                 | Esmirna              | Ryssland Alexei Gusyev Pavel Shustrov            | Polen Miłosz Kruk Mikołaj Miszczuk             | Tyskland Rudy Schneider Mio Wust              | Tyskland Lukas Pfretzschner Robin Sowa               |
| 2021                 | Baden                | Sverige David Åhman Jonatan Hellvig              | Lettland Ardis Bedritis Artūrs Rinkevičs       | Ryssland Alexei Gusyev Pavel Shustrov         | Polen Miłosz Kruk Mikołaj Miszczuk                   |
| 2022                 | Vlissingen           | Sverige David Åhman Jacob Hölting Nilsson        | Lettland Kristians Fokerots Artūrs Rinkevičs   | Österrike Timo Hammarberg Laurenc Grössig     | Litauen Mantas Donela Karolis Palubinskas            |
| 2023                 | Timisoara            | Norge Markus Mol Jo Gladsøy Sunde                | Tyskland Maximilian Just Lui Wüst              | Lettland Kristians Fokerots Olivers Bulgacs   | Österrike Timo Hammarberg Tim Berger                 |
| 2024                 | Termal               | Sverige Jacob Hölting Nilsson Elmer Andersson    | Norge Adrian Mol Even Stray Aas                | Frankrike Arthur Canet Téo Rotar              | Lettland Olivers Bulgacs Sandis Berzins              |